# Tiger Woods
Eldrick Tiger Woods (Cypress (Califòrnia), 30 de desembre de 1975), és un golfista estatunidenc. És considerat un dels golfistes més importants de tots els temps, juntament amb Jack Nicklaus i Arnold Palmer. Actualment compta amb 15 majors, el segon jugador amb més majors guanyats en la història d'aquest esport, a tres de Jack Nicklaus.

## Antecedents i família

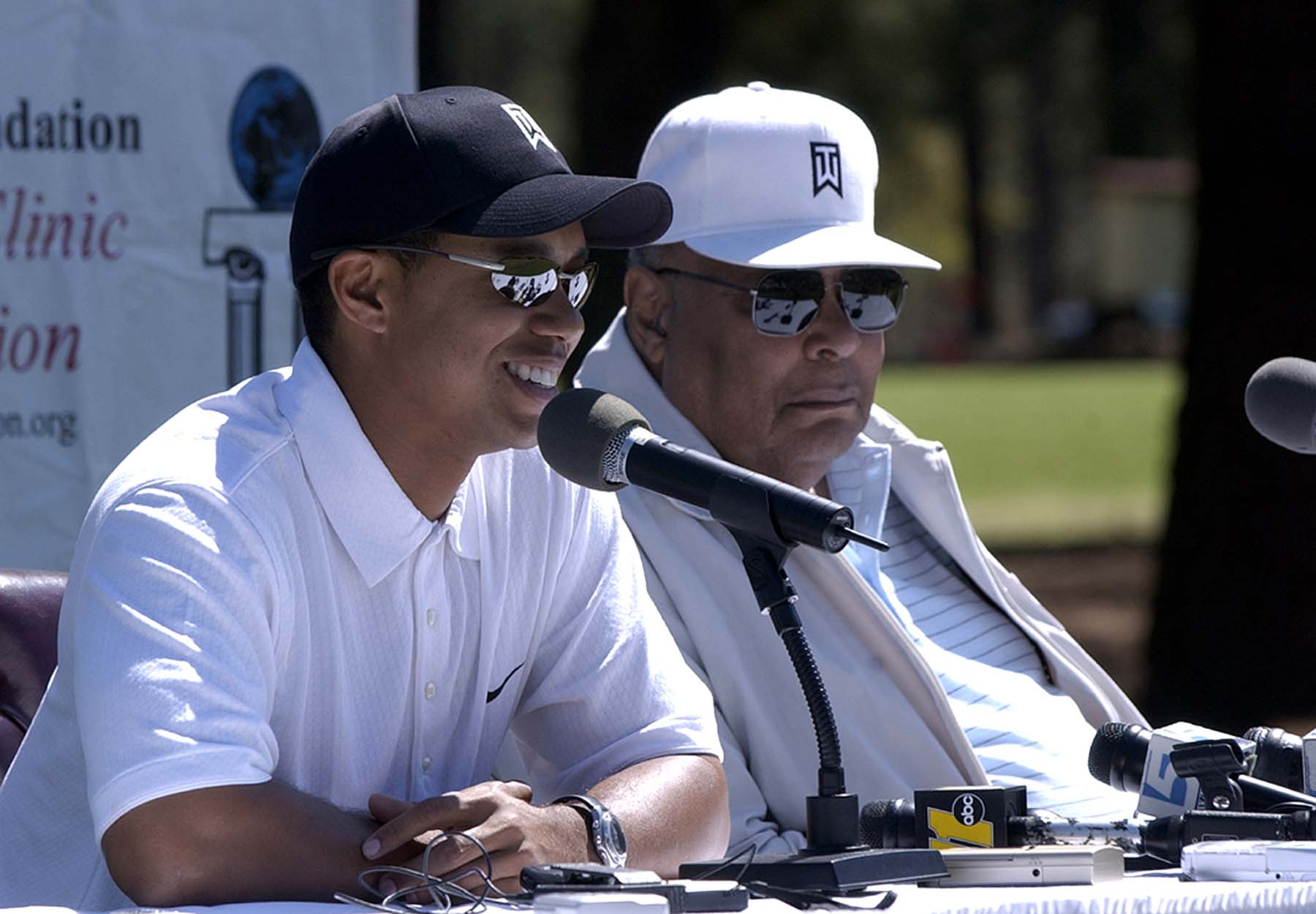
Woods i el seu pare Earl a Fort Bragg, Carolina del Nord, el 2004

Woods va néixer el 30 de desembre de 1975 a Cypress, Califòrnia, a Earl i Kultida Tida Woods. És el seu únic fill, tot i que té dos germanastres i una germana del primer matrimoni del seu pare. Earl era un oficial retirat de l'exèrcit nord-americà i veterà de la Guerra del Vietnam; va néixer de pares afroamericans i també es deia que tenia descendència europea i nativa nord-americana. Kultida (de soltera Punsawad) és originària de Tailàndia, on Earl la va conèixer quan estava de servei allà el 1968. És d'ascendència mixta tailandesa, xinesa i holandesa. El 2002, ESPN va afirmar: «com a constància, és una quarta part tailandès, una quarta part xinès, una quarta part caucàsica, una vuitena part afroamericà i una vuitena part nativa americà». El tigre ha descrit el seu maquillatge ètnic com cabinasià (una abreviatura sil·làbica que va encunyar de caucàsic, negre, indi americà i asiàtic).
El primer nom de Woods, Eldrick, va ser escollit per la seva mare perquè començava amb E (per Earl) i acabava amb K (per Kultida). El seu segon nom Tont és un nom tradicional tailandès. Va rebre el sobrenom de Tigre en honor a l'amic del seu pare, el coronel sud-vietnamita Vuong Dang Phong, que també havia estat conegut com a Tigre. Woods té una neboda, Cheyenne Woods, que va jugar a l'equip de golf de la Universitat de Wake Forest i es va convertir en professional l'any 2012 quan va debutar professionalment al campionat LPGA.

## Primers anys i carrera de golfista amateur
Woods va créixer al comtat d'Orange, Califòrnia. Va ser un nen prodigi que va ser introduït al golf abans dels dos anys pel seu pare atlètic Earl Woods. Earl era un golfista amateur d'un sol dígit que també va ser un dels primers jugadors de beisbol universitari afroamericans a la Universitat Estatal de Kansas. Woods va dir als periodistes que havia volgut ser un jugador de beisbol com el seu pare, però que va abandonar aquest objectiu després d'esquinçar-se el puny rotador. El seu pare era militar i tenia privilegis de jugar al camp de golf de la Marina al costat de la base d'entrenament de les forces conjuntes a Los Alamitos, cosa que va permetre a Tiger jugar-hi. Tiger també va jugar al camp de golf par 3 Heartwell de Long Beach, així com a alguns dels municipals de Long Beach.
El 1978, Woods es va enfrontar al còmic Bob Hope en una aparició televisiva a The Mike Douglas Show. Als tres anys, va disparar un 48 sobre nou forats al camp de la Marina. Als cinc anys, va aparèixer a Golf Digest i a That's Incredible d’ABC ! Abans de complir set anys, Woods va guanyar la secció per a menors de 10 anys de la competició Drive, Pitch and Putt, celebrada al camp de golf Navy a Cypress. El 1984, amb vuit anys, va guanyar l'esdeveniment de 9-10 nois, el grup d'edat més jove disponible, als Campionats del Món de Golf Júnior. Va trencar els 80 per primera vegada als vuit anys. Va guanyar sis cops el Campionat del Món Júnior, incloses quatre victòries consecutives de 1988 a 1991. El pare de Woods, Earl, va escriure que Tiger el va derrotar per primera vegada als 11 anys, amb Earl fent tot el possible. A partir d'aleshores va perdre amb Woods cada vegada. Woods va batre per primera vegada 70 en un camp de golf regulat als 12 anys.
Quan Woods tenia 13 anys, va jugar al Big I de 1989, que va ser el seu primer gran torneig nacional juvenil. A la ronda final, es va emparellar amb el professional John Daly, que llavors era relativament desconegut. El format de l'esdeveniment va situar un professional amb cada grup de júniors que s'havia classificat. Daly va fer ocells en tres dels últims quatre forats per vèncer-lo d'un sol cop. Quan era adolescent, Woods va conèixer Jack Nicklaus per primera vegada a Los Angeles al Bel-Air Country Club, quan Nicklaus estava fent una clínica per als membres del club. Woods va formar part de l'espectacle i va impressionar a Nicklaus i al públic amb les seves habilitats i potencial. Earl Woods havia investigat amb detall els èxits de la carrera de Nicklaus i havia establert al seu fill petit els objectius de batre aquests rècords.
Woods tenia 15 anys i era estudiant a la Western High School d'Anaheim quan es va convertir en el campió aficionat júnior més jove dels Estats Units; aquest va ser un rècord que es va mantenir fins que va ser batut per Jim Liu el 2010. Va ser nomenat Jugador Amateur de l'Any del Sud de Califòrnia de 1991 (per segon any consecutiu) i Jugador Amateur Junior de l'Any de Golf Digest. El 1992, va defensar el seu títol al Campionat d'Aficionats Júnior dels Estats Units, convertint-se en el primer guanyador en dues ocasions del torneig. També va competir en el seu primer esdeveniment del PGA Tour, el Nissan Los Angeles Open (es va perdre el tall de 36 forats) i va ser nomenat Jugador Amateur de l'Any de Golf Digest, Jugador Mundial de Golf de l'Any i Amateur Nacional de l'Any de Golfweek.
L'any següent, Woods va guanyar el seu tercer aficionat consecutiu als EUA; segueix sent l'únic tres vegades guanyador de l'esdeveniment. L'any 1994, al TPC de Sawgrass a Florida, es va convertir en el guanyador més jove de l’American Amateur, rècord que va mantenir fins al 2008 quan va ser batut per Danny Lee. Va ser membre de l'equip nord-americà al Campionat Mundial d'equips de golf amateur del Trofeu Eisenhower de 1994 (guanyador) i de la Copa Walker de 1995 (perdent).
Woods es va graduar a Western High School als 18 anys l'any 1994 i va ser votat com a més probable que tingui èxit entre la classe de graduació. Va protagonitzar l'equip de golf de l'escola secundària sota l'entrenador Don Crosby. Woods va aprendre a gestionar la seva tartamudeig quan era nen. Això no es coneixia àmpliament fins que va escriure una carta a un nen que pensava suïcidar-se. Woods va escriure: «Sé el que és ser diferent i de vegades no encaixar. També tartamudejava de petit i parlava amb el meu gos i s'asseia allà i escoltava fins que es va adormir. També vaig fer una classe per dos anys per ajudar-me, i finalment vaig aprendre a parar».

## Carrera de golf universitari
Woods va ser molt buscat pels poders del golf universitari. Va escollir la Universitat Stanford, campió de la NCAA de 1994. Es va matricular a Stanford a la tardor de 1994 amb una beca de golf i va guanyar el seu primer esdeveniment col·legiat, el 40è Annual William H. Tucker Invitational, aquell setembre. Va seleccionar una especialitat en economia i va ser anomenat Urkel pel seu company d'equip universitari Notah Begay III. El 1995, va defensar amb èxit el seu títol d'aficionat nord-americà al Newport Country Club de Rhode Island i va ser votat com a Jugador de l'any Pac-10, NCAA First Team All-American i Stanford's Male Freshman of the Year (un premi que inclou tots els esports).
Als 19 anys, Woods va participar en el seu primer PGA Tour major, el Masters de 1995, i va empatar al 41è lloc com l'únic amateur que va aconseguir el tall. Als 20 anys el 1996, es va convertir en el primer golfista a guanyar tres títols consecutius d'aficionats als EUA i va guanyar el campionat individual de golf de la NCAA. En guanyar la medalla de plata com a primer aficionat a The Open Championship, va empatar el rècord d'una puntuació total d'aficionats de 281. Va deixar la universitat després de dos anys per fer-se professional en la indústria del golf. El 1996, Woods es va traslladar fora de Califòrnia, afirmant el 2013 que es devia a l'alt tipus impositiu de l'estat.

## Carrera professional

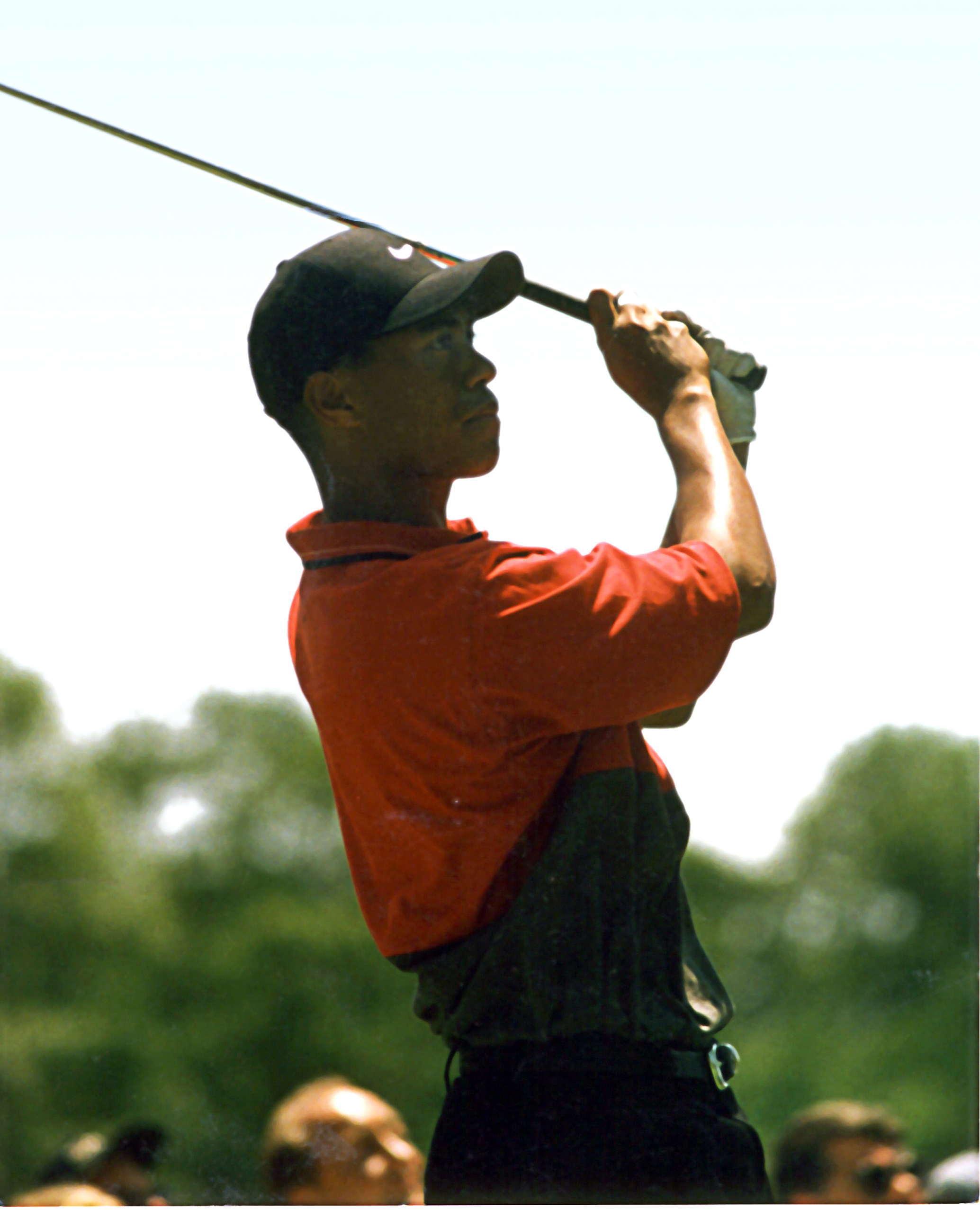
Woods el 1997

### Anys 90
Woods es va convertir en professional als 20 anys l'agost de 1996 i immediatament va signar acords publicitaris amb Nike, Inc. i Titleist que es van classificar com els contractes de suport més lucratius de la història del golf en aquell moment. Woods va ser nomenat Esportista de l'Any de 1996 ' Sports Illustrated i Novant de l'Any del PGA Tour. El 13 d'abril de 1997, va guanyar el seu primer major, el Masters i es va convertir en el guanyador més jove del torneig als 21 anys, guanyant el torneig per 12 cops de diferència i embuxacant-se 486.000 dòlars. Dos mesos més tard, va establir el rècord d'ascens més ràpid al número 1 del Rànquing Oficial Mundial de Golf. Després d'un 1998 tènue, Woods va acabar la temporada de 1999 amb vuit victòries, inclòs el Campionat de la PGA, una gesta no aconseguida des que Johnny Miller ho va fer el 1974.

### Anys 2000
Woods era molt miop; tenia 11 diòptries. Per corregir aquest problema, es va sotmetre a una cirurgia ocular làser amb èxit el 1999, i immediatament va tornar a guanyar esdeveniments de la gira. El 2007, la seva visió va començar a deteriorar-se de nou i es va sotmetre a una cirurgia ocular làser per segona vegada. L'any 2000, Woods va guanyar sis esdeveniments consecutius al PGA Tour, que va ser la ratxa de victòries més llarga des que ho va fer Ben Hogan el 1948. Un d'ells va ser l’Open dels Estats Units, on va batre o empatar nou rècords del torneig en el que Sports Illustrated va anomenar el resultat millor de la història del golf, en què Woods va guanyar el torneig per un marge rècord de 15 cops i va guanyar un xec de 800.000 dòlars. Als 24 anys, es va convertir en el golfista més jove en aconseguir el Career Grand Slam. A finals de 2000, Woods havia guanyat nou dels vint esdeveniments del PGA Tour en què va participar i havia batut el rècord de mitjana de puntuació més baixa de la història de la gira. Va ser nomenat Sports Illustrated Sportsman of the Year, l'únic atleta homenatjat dues vegades, i va ser classificat per la revista Golf Digest com el dotzè millor golfista de tots els temps.

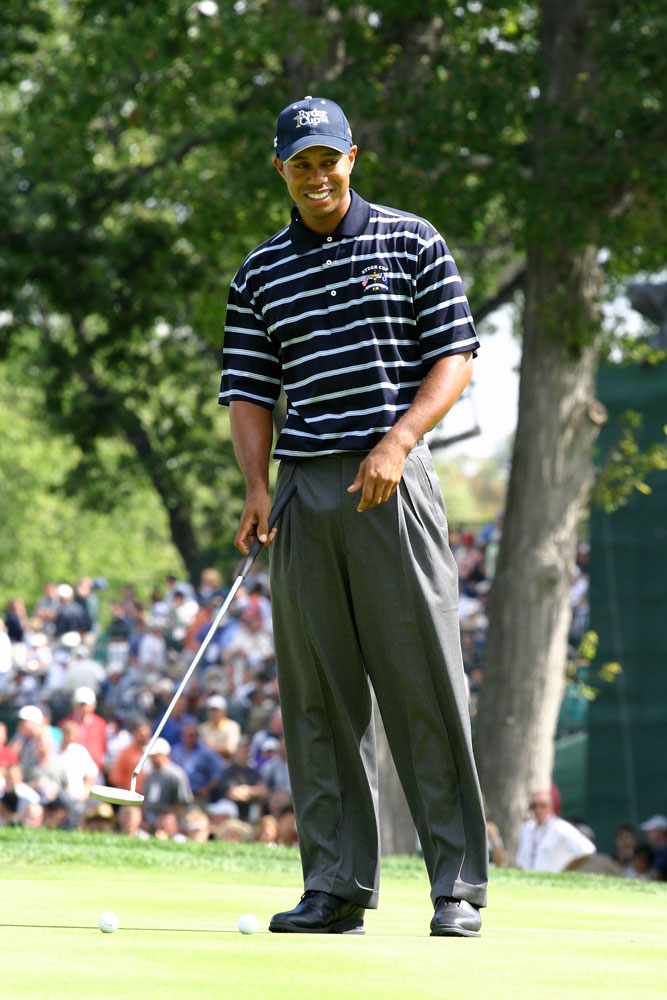
Woods a la Ryder Cup 2004

Quan Woods va guanyar el Màster de 2001, es va convertir en l'únic jugador que va guanyar quatre títols de golf professional importants consecutius, encara que no en el mateix any natural. Aquest èxit va ser conegut com el Tiger Slam. Després d'un 2001 i 2002 estel·lar en què va continuar dominant la gira, la carrera de Woods va patir una caiguda. No va guanyar cap major el 2003 ni el 2004. Al setembre de 2004, Vijay Singh va superar a Woods en el rànquing oficial mundial de golf, posant fi a la ratxa rècord de 264 setmanes de Woods al número 1.
Woods es va recuperar el 2005, guanyant sis esdeveniments del PGA Tour i recuperant el primer lloc al juliol després d'intercanviar-lo amb Singh durant la primera meitat de l'any.
Woods va començar dominant el 2006, guanyant els seus dos primers tornejos de la PGA però no va aconseguir el seu cinquè campionat de Màsters a l'abril. Després de la mort del seu pare al maig, Woods es va prendre una pausa de la gira i va semblar rovellat al seu retorn a l'Open dels EUA al Winged Foot Golf Club, on es va perdre el tall. No obstant això, ràpidament va tornar a estar en forma i va acabar l'any guanyant sis esdeveniments de gira consecutius. Al tancament de la temporada, Woods va aconseguir 54 victòries totals que incloïen 12 majors; va batre els rècords de la gira tant de victòries totals com de victòries de majors durant onze temporades.

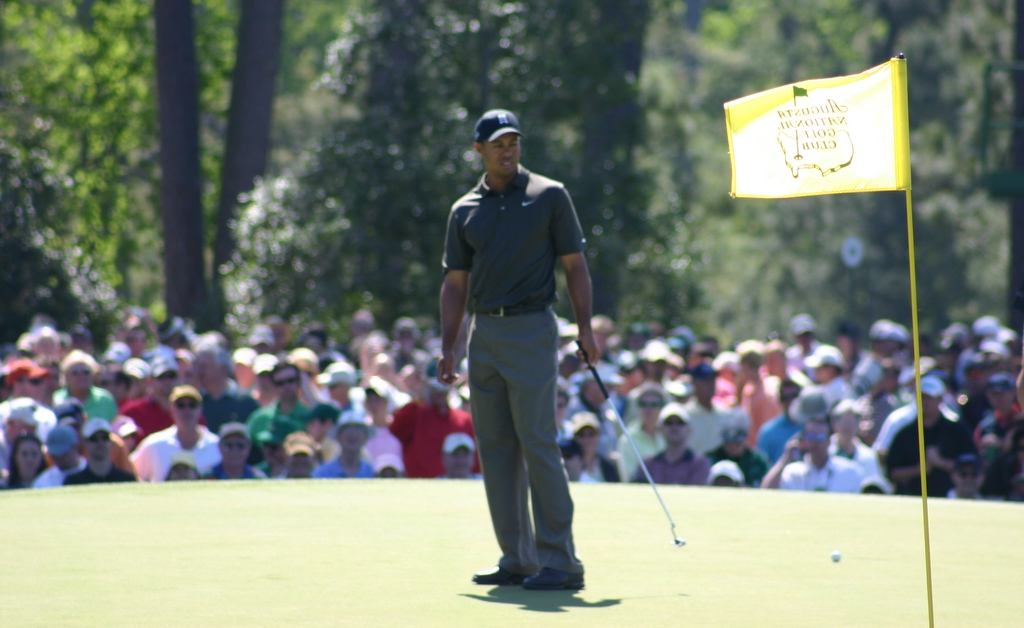
Woods al Màster de 2006

Woods va continuar destacant el 2007 i la primera part del 2008. L'abril de 2008, es va sotmetre a una cirurgia del genoll i es va perdre els dos mesos següents a la gira. Woods va tornar per a l’Open dels Estats Units del 2008, on va lluitar el primer dia, però finalment va reclamar una dramàtica victòria a mort sobtada sobre Rocco Mediate després d'un playoff de 18 forats, després del qual Mediate va dir: «Aquest noi fa coses que no són normals per a ningú. tram de la imaginació», i Kenny Perry va afegir: «Va vèncer a tothom amb una cama». Dos dies després, Woods va anunciar que es perdria la resta de la temporada a causa d'una cirurgia addicional del genoll, i que el seu genoll estava més greument danyat del que s'havia revelat anteriorment, provocant encara més elogis per la seva actuació a l'Open dels Estats Units. Woods ho va anomenar el meu millor campionat de sempre. En absència de Woods, les audiències de televisió durant la resta de la temporada van patir un gran descens a partir del 2007.

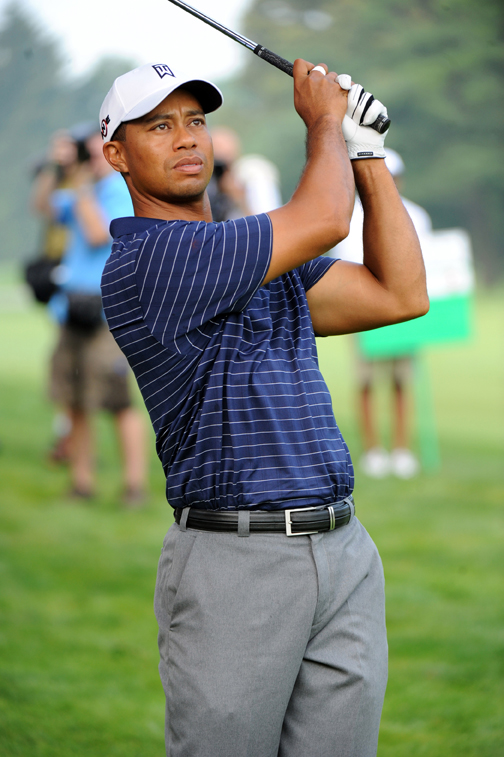
Woods competint al tercer Earl Woods Memorial Pro-Am anual (1 de juliol de 2009)

Woods va tenir un retorn molt esperat al golf el 2009, quan va tenir un bon rendiment. La seva remuntada va incloure una actuació espectacular a la Presidents Cup del 2009, però no va aconseguir guanyar un major, el primer any des del 2004 que no ho va fer. Després que les seves infidelitats matrimonials van sortir a la llum i van rebre una cobertura massiva dels mitjans a finals de 2009 (vegeu més detalls a continuació), Woods va anunciar al desembre que prendria una pausa indefinida del golf competitiu. El febrer de 2010, va presentar una disculpa televisiva pel seu comportament, dient «Em vaig equivocar i vaig ser ximple». Durant aquest període, diverses companyies van acabar els seus acords de suport amb Woods. Des del desembre de 2009 fins inicis d'abril de 2010, Woods es va acomiadar del golf professional per centrar-se en el seu matrimoni després d'haver admès una infidelitat, el 2010 ell i la seva dona Elin Nordegren finalment es divorciaven. Les seves moltes indiscrecions van ser revelades per diverses dones, a través de diferents mitjans arreu del món. Això va continuar amb una pèrdua de forma al golf, i va anar baixant gradualment al rànquing fins a la posició 58 al novembre de 2011. Ell va posar fi a la seua pitjor mala ratxa de 107 setmanes quan va assolir el torneig Chevron World Challenge al desembre de 2011.

### Anys 2010
Woods va tornar a la competició a l'abril al Masters de 2010, on va acabar empatat al quart lloc. Va seguir el Masters amb pobres resultats al Quail Hollow Championship i al Players Championship, on es va retirar a la quarta ronda per lesió. Poc després, Hank Haney, entrenador de Woods des del 2003, va renunciar al càrrec. A l'agost, Woods va contractar Sean Foley com a substitut de Haney. La resta de la temporada va anar malament per a Woods, que no va aconseguir guanyar un esdeveniment per primera vegada des que es va convertir en professional, tot i que va acabar la temporada en el segon lloc del món.

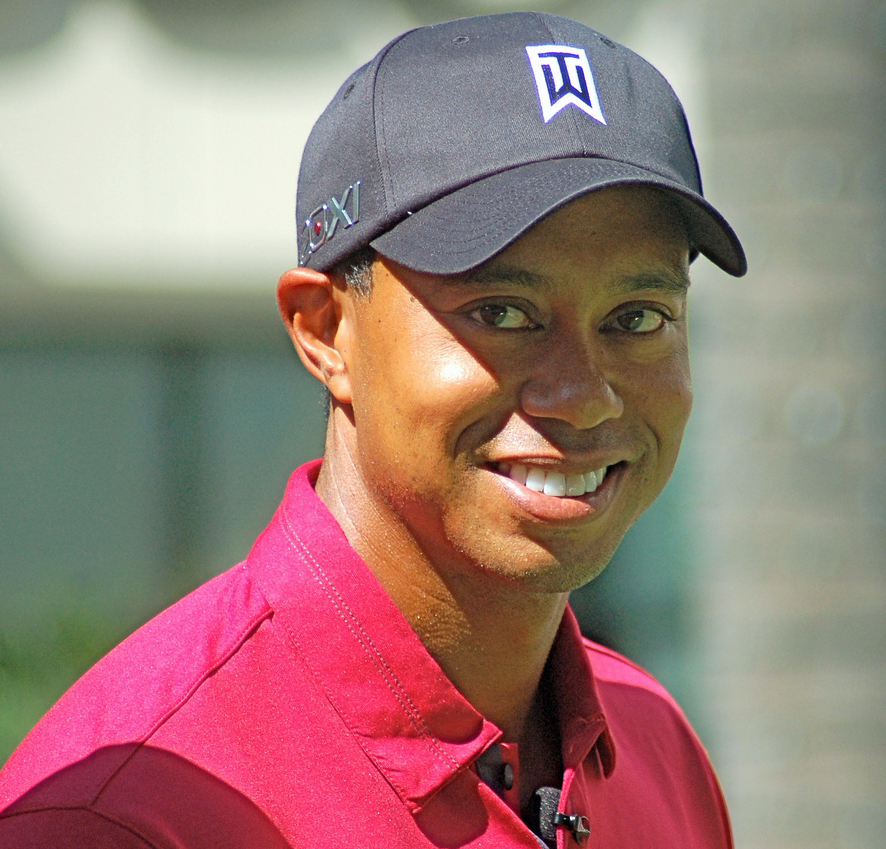
Woods en un esdeveniment benèfic Chevron World Challenge (2011)

El 2011, l'actuació de Woods va continuar patint; això va passar factura al seu rànquing. Després de caure al número 7 al març, va remuntar al número 5 amb una bona actuació al Masters de 2011, on va empatar al quart lloc. A causa de les lesions a les cames patides al Masters, es va perdre diverses parades d'estiu al PGA Tour. Al juliol, va acomiadar el seu antic caddie Steve Williams (que va quedar sorprès per l'acomiadament) i el va substituir de manera interina per l'amic Bryon Bell fins que va contractar Joe LaCava. Després de tornar al torneig a l'agost, Woods va continuar vacil·lant i la seva classificació va caure gradualment fins a un mínim del #58. Va pujar al número 50 a mitjans de novembre després d'un tercer lloc a l’Open d'Austràlia dels Emirats, i va trencar la seva ratxa sense victòries amb una victòria al Chevron World Challenge de desembre.
Woods va començar la seva temporada 2012 amb dos tornejos (l’Abu Dhabi HSBC Golf Championship i l’AT&amp;T Pebble Beach National Pro-Am) on va començar bé però va lluitar a les rondes finals. Després del WGC-Accenture Match Play Championship, on va ser noquejat a la segona ronda per perdre un putt de 5 peus, Woods va revisar la seva tècnica de llançament i va empatar al segon lloc a The Honda Classic, amb la puntuació més baixa de la ronda final. en la seva carrera al PGA Tour. Després d'un breu temps de descans a causa d'una altra lesió a la cama, Woods va guanyar l’Arnold Palmer Invitational, la seva primera victòria al PGA Tour des del BMW Championship el setembre de 2009. Després de diverses actuacions lamentables, Woods va aconseguir la seva 73a victòria al PGA Tour al Memorial Tournament al juny, empatant Jack Nicklaus al segon lloc amb la majoria de victòries del PGA Tour; un mes després, Woods va superar a Nicklaus amb una victòria a l’AT&amp;T National, per només a Sam Snead, que va acumular 82 victòries de la gira de la PGA.
L'any 2013 va suposar un retorn del joc dominant de Woods. Al gener, va guanyar el Farmers Insurance Open per quatre tirs per a la seva 75a victòria del PGA Tour. Va ser la setena vegada que guanyava l'esdeveniment. Al març, va guanyar el Campionat WGC-Cadillac, també per setena vegada, donant-li el seu 17è títol WGC i primer des de 2009. Dues setmanes més tard, va guanyar l’Arnold Palmer Invitational, guanyant l'esdeveniment per vuitena vegada amb un rècord. La victòria el va traslladar de nou al capdamunt del rànquing mundial. Per commemorar aquest èxit, Nike va llançar ràpidament un anunci amb el lema Guanyar s'encarrega de tot.
Durant el Masters de 2013, Woods es va enfrontar a la desqualificació després d'admetre sense voler en una entrevista posterior a la ronda amb ESPN que va fer una caiguda il·legal al forat 15 de par-5 quan el seu tercer tir va rebotar a l'agulla i a l'aigua. Després d’una revisió més detallada de les imatges de televisió, Woods va rebre una penalització de dos temps per la caiguda, però no va ser desqualificat. Va acabar empatat al quart lloc de l'esdeveniment. Woods va guanyar The Players Championship el maig de 2013, la seva segona victòria de la seva carrera a l'esdeveniment, i va aconseguir la seva quarta victòria de la temporada 2013. Va ser el més ràpid que va aconseguir quatre victòries en qualsevol temporada de la seva carrera professional.

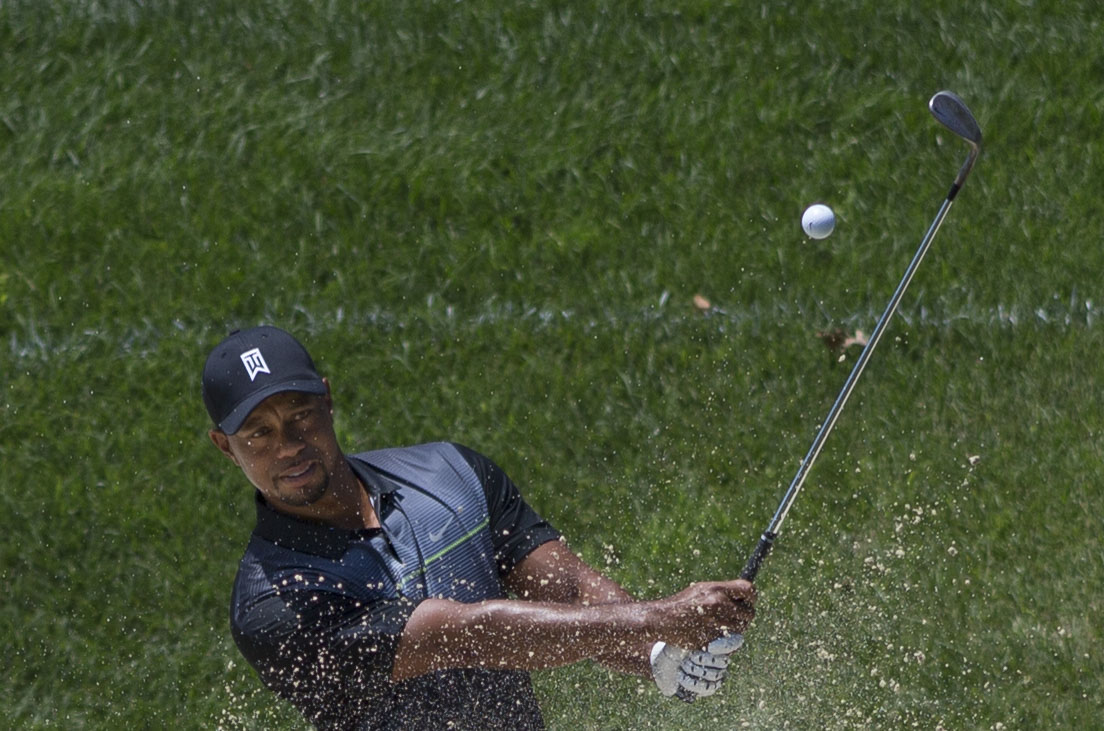
Woods practicant en un búnquer abans de l'inici del Quicken Loans National 2014

Després de guanyar el torneig Arnold Palmer Invitational el 25 de març de 2013, va tornar a ser número u del rànquing, mantenint-se fins al maig de 2014.
Després d'un inici lent del 2014, Woods es va lesionar durant la ronda final de The Honda Classic i no va poder acabar el torneig. Es va retirar després del forat 13, citant mal d'esquena. Posteriorment va competir al Campionat WGC-Cadillac, però va patir visiblement dolor durant gran part de l'última ronda. Es va veure obligat a saltar-se l’Arnold Palmer Invitational a finals de març de 2014, i després de sotmetre's a una cirurgia d'esquena, va anunciar l'1 d'abril que es perdria el Màster per primera vegada des de 1994. Woods va tornar al Quicken Loans National al juny, però va dir que les seves expectatives per a la setmana eren baixes. Va lluitar amb gairebé tots els aspectes del seu joc i es va perdre el tall. Després va jugar a The Open Championship, disputat a Hoylake, on Woods havia guanyat vuit anys abans. Woods va disparar un brillant 69 a la primera ronda per posar-se en joc, però divendres va disparar 77 i finalment va acabar 69è. Malgrat el seu mal d'esquena, va jugar al Campionat PGA 2014 on no va aconseguir el tall. El 25 d'agost de 2014, Woods i el seu entrenador de swing Sean Foley es van separar. En els quatre anys sota Foley, va guanyar vuit vegades però cap major. Anteriorment havia guanyat vuit majors amb Harmon i sis amb Haney. Woods va dir que actualment no hi havia un calendari per trobar un entrenador de swing substitut.
El 5 de febrer de 2015, Woods es va retirar del Farmers Insurance Open després d'una altra lesió a l'esquena. Woods va declarar al seu lloc web que no estava relacionat amb la seva cirurgia anterior i que es faria una pausa del golf fins que la seva esquena es curés. Va tornar per al Masters, acabant empatat al 17è. A la ronda final, Woods es va lesionar el canell després que el seu club toqués una arrel d'un arbre. Més tard va dir que li va sortir un os del canell, però el va tornar a ajustar al seu lloc i va acabar la ronda. Aleshores, Woods es va perdre el tall a l’Open i l'Open dels Estats Units de 2015, la primera vegada que Woods va perdre el tall en majors consecutives, acabant prop de la part inferior de la classificació les dues vegades. Va acabar empatat al 18è lloc al Quicken Loans National el 2 d'agost. A finals d'agost de 2015, Woods va jugar força bé al Wyndham Championship acabant el torneig amb 13 menys, només quatre cops per darrere del guanyador i empatat al 10è lloc. Woods va oferir només un breu comentari sobre l'especulació que encara s'estava recuperant d’una cirurgia d'esquena, dient que era només el meu maluc, però no va oferir cap detall.

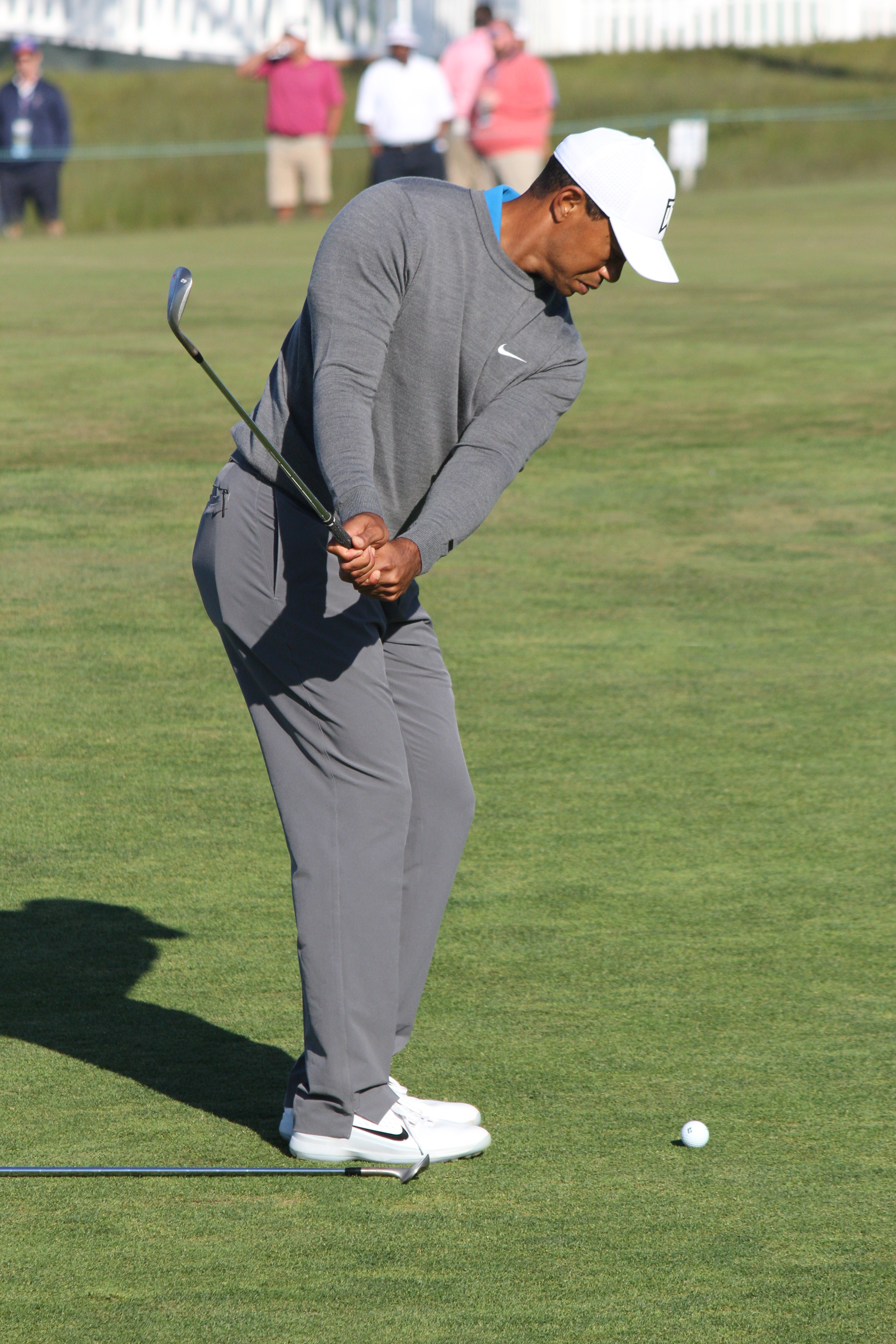
Woods practicant un xip a l’Open dels Estats Units del 2018

Woods es va operar d'esquena el 16 de setembre de 2015. A finals de març de 2016, va anunciar que trobaria a faltar el Màster mentre es recuperava de la cirurgia; també s'havia perdut el Màster de 2014 a causa d'un problema d'esquena. «Estic avançant absolutament, i estic molt content amb el lluny que he arribat», ha explicat en un comunicat. «Però encara no tinc calendari per tornar al golf competitiu». No obstant això, va assistir al sopar de campions del màster el 5 d'abril de 2016. Per primera vegada a la seva carrera, es va perdre les quatre majors en un any a causa de problemes a l'esquena. L'octubre de 2016, va dir a Charlie Rose a PBS que encara volia batre el rècord de 18 títols importants de Jack Nicklaus. Woods es va sotmetre a una cirurgia d'esquena el desembre de 2016 i va passar els següents 15 mesos fora del Tour. Va tornar al golf competitiu al Hero World Challenge.
Els problemes d'esquena de Woods van continuar dificultant-lo el 2017. Es va perdre la retallada al Farmers Insurance Open al gener i es va retirar d'un esdeveniment de la gira europea a Dubai el 3 de febrer. El 31 de març, Woods va anunciar al seu lloc web que no jugaria al Torneig Màster de 2017 tot i que els seus metges l'autoritzaven a jugar. Woods va dir que, tot i que estava content amb la seva rehabilitació, no se sentia preparat per al torneig. Posteriorment, Woods va dir als seus amics: «He acabat». El 20 d'abril, Woods va anunciar que s'havia sotmès a la seva quarta cirurgia d'esquena des del 2014 per alleujar el dolor d'esquena i cames. El temps de recuperació va requerir fins a sis mesos, el que significa que Woods passaria la resta de l'any sense jugar a cap golf professional. Woods va tornar al golf competitiu al Hero World Challenge a les Bahames. Va disparar rondes de 69–68–75–68 i va acabar empatat al 9è lloc. El seu rànquing mundial va passar del 1.199 al 668, que va ser el salt més gran en el rànquing mundial de la seva carrera.
L'11 de març de 2018, va acabar d'un tir enrere i va empatar en segon lloc al Valspar Championship a Florida, el seu primer lloc entre els cinc primers del PGA Tour des del 2013. Després va empatar al sisè lloc amb una puntuació de cinc per sota de la paritat al Campionat Open de 2018. A l'últim major de l'any, el Campionat PGA 2018, Woods va acabar segon, a dos cops del guanyador Brooks Koepka. Va ser el seu millor resultat en un major des del 2009 (segon al PGA Championship del 2009) i el va traslladar al 26è lloc del rànquing mundial. La seva darrera ronda de 64 va ser la seva millor ronda final en un major.
Woods va tornar al cercle de guanyadors per 80a vegada en la seva carrera al PGA Tour el 23 de setembre de 2018, quan va guanyar el campionat del Tour de final de temporada a l'East Lake Golf Club per segona vegada i aquest torneig per tercera vegada. Va disparar rondes de 65–68–65–71 per guanyar per dos cops sobre Billy Horschel.
El 14 d'abril de 2019, Woods va guanyar el Màster, que va ser la seva primera victòria important al campionat en onze anys i la seva 15a victòria en general. Va acabar 13 per sota de la paritat per guanyar per un cop a Dustin Johnson, Xander Schauffele i Brooks Koepka. Als 43 anys, es va convertir en el segon golfista més vell a guanyar el Masters, després de Jack Nicklaus, que tenia 46 anys quan va triomfar el 1986. L'agost de 2019, Woods va anunciar a través de les xarxes socials que es va sotmetre a una cirurgia al genoll per reparar un dany menor al cartílag i que va tenir un procediment artroscòpic durant el Campionat del Tour. En la seva declaració, Woods també va confirmar que caminava i té la intenció de viatjar i jugar al Japó a l'octubre.

### Anys 2020
Woods va jugar al seu primer esdeveniment del PGA Tour del 2020 al Zozo Championship l'octubre del 2019, que va ser el primer esdeveniment del PGA Tour jugat al Japó. Woods, que va jugar un joc de skins molt difós a principis de setmana al mateix curs que el campionat, va ocupar almenys una part del lideratge després de cada ronda del torneig retardat per la pluja, donant-li una victòria de tres temps sobre Hideki Matsuyama. La victòria va ser la 82 de Woods al Tour, empatant-lo amb Sam Snead amb la majoria de victòries de tots els temps al PGA Tour.
El desembre de 2020, Woods es va fer una cirurgia de microdiscectomia a l'esquena per cinquena vegada. L'operació consistia a treure un fragment de disc a pressió que li pinçava el nervi i li provocava dolor durant el Campionat de la PNC. Woods va tornar a jugar al seu primer torneig professional des del seu accident de vehicle de motor el 2021 al Torneig Màster del 2022. Va fer el tall i va acabar en el lloc 47 amb 13 sobre par, a 23 tirs per darrere del guanyador Scottie Scheffler.
L'agost de 2022, Woods, Rory McIlroy, Mike McCarley i el PGA Tour van anunciar la formació de TGL, una lliga de golf virtual de sis equips. El novembre de 2023, Woods es va revelar com a copropietari i jugador del Jupiter Links Golf Club, fundat amb inversions de David Blitzer.

## Rècords
Woods ha trencat nombrosos rècords mundials. Ha sigut número u mundial tant en el major nombre de setmanes consecutives així com en nombre total de setmanes ostentant aquest lloc. Ha estat guardonat amb el PGA Player of the Year amb un rècord d'onze vegades, amb el Byron Nelson Award per la menor mitjana de puntuació durant vuit vegades, i té el rècord com a líder de la llista de guanys econòmics pel golf durant deu temporades. Va guanyar 15 campionats majors de golf, el segon de tots els temps (Jack Nicklaus en té 18), i 79 esdeveniments PGA Tour, segon de tots els temps (Sam Snead té 82 victòries). Té els majors guanys durant la seva carrera professional i guanys a la carrera de PGA Tour que qualsevol altre golfista en actiu. És el jugador més jove en aconseguir un Grand Slam, i el més jove i en guanyar més de pressa 50 tornejos durant una temporada. Alhora, Woods és només el segon golfista, després de Jack Nicklaus, en aconseguir durant la seva carrera tres Grand Slam. Woods ha guanyat 18 campionats mundials de golf, i va guanyar com a mínim un d'aquells campionats cada any durant els seus primers onze anys de carrera, després de començar el 1999. Woods i Rory McIlroy són els únics golfistes a guanyar tots dos la medalla de plata i la medalla d'or a l'Open Championship.